# Досетник (Какањ)
Досетник је насељено мјесто у Босни и Херцеговини у општини Какањ које административно припада Федерацији Босне и Херцеговине. Према попису становништва из 1991. у насељу је живјело 522 становника.

## Становништво
| Националност       | 1991.        | 1981.        | 1971.        |
| Муслимани          | 355 (68,00%) | 327 (62,64%) | 334 (66,13%) |
| Срби               | 166 (31,80%) | 181 (34,67%) | 168 (33,26%) |
| Хрвати             | 0            | 0            | 1 (0,19%)    |
| Југословени        | 0            | 2 (0,38%)    | 0            |
| остали и непознато | 1 (0,19%)    | 12 (2,29%)   | 2 (0,39%)    |
| Укупно             | 522          | 522          | 505          |